# Lost Nation
Lost Nation é uma cidade localizada no estado americano de Iowa, no Condado de Clinton.

## Demografia
Segundo o censo americano de 2000, a sua população era de 497 habitantes.
Em 2006, foi estimada uma população de 472, um decréscimo de 25 (-5.0%).

## Geografia
De acordo com o United States Census Bureau tem uma área de
1,7 km², dos quais 1,7 km² cobertos por terra e 0,0 km² cobertos por água. Lost Nation localiza-se a aproximadamente 220 m acima do nível do mar.

## Localidades na vizinhança
O diagrama seguinte representa as localidades num raio de 16 km ao redor de Lost Nation.